# Lepturges repandus
Lepturges repandus là một loài bọ cánh cứng trong họ Cerambycidae.